# Comuna Marija Bistrica, Krapina-Zagorje
Marija Bistrica este o comună în cantonul Krapina-Zagorje, Croația, având o populație de 5.976 de locuitori (2011).

## Demografie
Componența etnică a comunei Marija Bistrica
     Croați (99,45%)
     Necunoscut (0,02%)
     Neclasificat (0,45%)
Componența confesională a comunei Marija Bistrica
     Catolici (97,82%)
     Necunoscută (0,72%)
     Alte religii (1,46%)
Conform recensământului din 2011, comuna Marija Bistrica avea 5.976 de locuitori. Din punct de vedere etnic, majoritatea locuitorilor (99,45%) erau croați. Apartenența etnică nu este cunoscută în cazul a 0,02% din locuitori. Din punct de vedere confesional, majoritatea locuitorilor (97,82%) erau catolici. Pentru 0,72% din locuitori nu este cunoscută apartenența confesională.